# Episodi di Rapunzel - La serie (prima stagione)
La prima stagione della serie animata Rapunzel - La serie è stata trasmessa sul canale statunitense Disney Channel dal 24 marzo 2017 al 13 gennaio 2018.
In Italia è andata in onda dal 27 ottobre 2017 su Disney Channel e dal 18 maggio 2018 su Rai Yoyo.
Sebbene è stato trasmesso in prima TV l'11 marzo 2018, in Italia il 17º episodio (Il blocco del pittore) è stato riproposto, nuovamente in prima TV, il 24 giugno 2018.
| nº USA | nº Ita | Titolo originale           | Titolo italiano                                 | Prima TV USA     | Prima TV Italia  |
| ------ | ------ | -------------------------- | ----------------------------------------------- | ---------------- | ---------------- |
| 1      | 1      | What the Hair!?            | Ma che capelli?!                                | 24 marzo 2017    | 27 ottobre 2017  |
| 2      | 2      | Rapunzel's Enemy           | Il nemico di Rapunzel                           | 31 marzo 2017    | 10 novembre 2017 |
| 3      | 3      | Fitzherbert P.I.           | Fitzherbert, l'investigatore                    | 7 aprile 2017    | 17 novembre 2017 |
| 4      | 4      | Challenge of the Brave     | La sfida dei coraggiosi                         | 14 aprile 2017   | 24 novembre 2017 |
| 5      | 5      | Cassandra v. Eugene        | Cassandra contro Eugene                         | 21 aprile 2017   | 1 dicembre 2017  |
| 6      | 6      | The Return of Strongbow    | Il ritorno di Strongbow                         | 28 aprile 2017   | 8 dicembre 2017  |
| 7      | 7      | In Like Flynn              | Scherzi da re                                   | 23 luglio 2017   | 15 dicembre 2017 |
| 8      | 8      | Great Expotations          | L'esposizione delle scienze                     | 30 luglio 2017   | 11 febbraio 2018 |
| 9      | 9      | Under Raps                 | Il giorno dei cuori                             | 6 agosto 2017    | 18 febbraio 2018 |
| 10     | 10     | One Angry Princess         | Una principessa arrabbiata                      | 13 agosto 2017   | 25 febbraio 2018 |
| 11     | 14     | Pascal's Story             | La storia di Pascal                             | 20 agosto 2017   | 4 marzo 2018     |
| 12     | 15     | Big Brothers of Corona     | Il predone silenzioso                           | 1 ottobre 2017   | 23 giugno 2018   |
| 13     | 17     | The Wrath of Ruthless Ruth | L'ira di Violetta la violenta                   | 8 ottobre 2017   | 3 novembre 2017  |
| 14     | 18     | Max's Enemy                | Il nemico di Max                                | 15 ottobre 2017  | 27 giugno 2018   |
| 15     | 19     | The Way of the Willow      | Lo stile di Willow                              | 22 ottobre 2017  | 30 giugno 2018   |
| 16     | 11     | Queen for a Day            | Regina per un giorno (prima parte)              | 19 novembre 2017 | 22 dicembre 2017 |
| 16     | 12     | Queen for a Day            | Regina per un giorno (seconda parte)            | 19 novembre 2017 | 22 dicembre 2017 |
| 17     | 13     | Painter's Block            | Il blocco del pittore                           | 26 novembre 2017 | 11 marzo 2018    |
| 18     | 16     | Not in the Mood            | Non del solito umore                            | 2 dicembre 2017  | 1 luglio 2018    |
| 19     | 20     | The Quest for Varian       | Alla ricerca di Varian                          | 9 dicembre 2017  | 7 luglio 2018    |
| 20     | 21     | The Alchemist Returns      | Il ritorno dell'alchimista                      | 16 dicembre 2017 | 8 luglio 2018    |
| 21     | 22     | Secret of the Sundrop      | Il segreto della goccia di sole (prima parte)   | 13 gennaio 2018  | 15 luglio 2018   |
| 21     | 23     | Secret of the Sundrop      | Il segreto della goccia di sole (seconda parte) | 13 gennaio 2018  | 15 luglio 2018   |